# Australothelais demarzi
Australothelais demarzi är en skalbaggsart som beskrevs av Stefan von Breuning 1963. Australothelais demarzi ingår i släktet Australothelais och familjen långhorningar. Inga underarter finns listade i Catalogue of Life.